# Crug Gynon
Crug Gynon är ett berg i Storbritannien.   Det ligger i kommunen Powys och riksdelen Wales, i den södra delen av landet, 260 km väster om huvudstaden London. Toppen på Crug Gynon är 442 meter över havet.
Terrängen runt Crug Gynon är kuperad söderut, men norrut är den platt. Runt Crug Gynon är det ganska tätbefolkat, med 60 invånare per kvadratkilometer. Närmaste större samhälle är Rhayader, 17,2 km öster om Crug Gynon. Trakten runt Crug Gynon består i huvudsak av gräsmarker.